# Alpirsbacher Klosterbräu
 (mars 2021).
Si vous disposez d'ouvrages ou d'articles de référence ou si vous connaissez des sites web de qualité traitant du thème abordé ici, merci de compléter l'article en donnant les références utiles à sa vérifiabilité et en les liant à la section « Notes et références ».
Alpirsbacher Klosterbräu Glauner GmbH & Co. KG est une brasserie à Alpirsbach.

## Histoire
La société est fondée en 1877 par Johann Gottfried Glauner lorsqu'il achète la société Löwenbrau, qui fonctionne encore à l'époque, relançant ainsi l'ancienne brasserie du monastère. En 1880, l'entreprise revient à Carl Albert Glauner. En 1906, le nom est changé pour Alpirsbacher Klosterbräu. La société appartient depuis toujours à la famille Glauner, qui en est la quatrième génération de la brasserie privée. La direction est composée du directeur général Markus Schlör et du propriétaire Carl Glauner, ainsi que de trois signataires autorisés.
Une des particularités de la brasserie est son pipeline spécial, qui relie celle-ci (brasserie), qui est séparée les unes des autres, au chai de fermentation et de stockage et à l’embouteillage.

## Production
| Alpirsbacher Klosterbräu … | Type               | Densité primitive de moût | Teneur en alcool (%) | Remarques |
| -------------------------- | ------------------ | ------------------------- | -------------------- | --- |
| Pils                       | Pils               | 11,0                      | 4,9                  | Médaille d'argent World Beer Cup 2014, Médaille d'or European Beer Star 2014 |
| Spezial                    | Lager (hell)       | 12,0                      | 5,2                  | Médaille d'argent European Beer Star 2014 |
| Kloster Dunkel             | Schwarzbier        | 13,0                      | 5,2                  | |
| Alkoholfrei                | Sans alcool        | 0,0                       | < 0,5                | |
| Kleiner Mönch              | Mildbier (hell)    | 12,0                      | 5,4                  | Médaille de bronze European Beer Star 2014 |
| Kloster Zwickel            | Kellerbier         | 12,0                      | 5,4                  | |
| Frühlingszwickel           | Kellerbier         | 12,0                      | 5,6                  | |
| Weizen Hefe-Hell           | Weizenbier         | 12,0                      | 5,5                  | |
| Weizen Kristall            | Kristallweizen     | 12,0                      | 5,5                  | World's Best Bavarian Kristal au World Beer Awards 2014 |
| Weizen Hefe-Dunkel         | Dunkles Weizen     | 12,0                      | 5,5                  | |
| Weizen istotonisch         | Weizen sans alcool | 0,0                       | < 0,5                | |
| Radler                     | Panaché            | 7,0                       | 3,0                  | Radler : 50 % Spezial, 50 % limonade de citron |
| Kloster Starkbier          | Bock               | 16,0                      | 7,3                  | Europe's Best Doppelbock, World Beer Awards 2014 |
| Weihnachtsbier             | Festbier           | 13,0                      | 5,6                  | Bière saisonnière |
| Herbstfestbier             | Festbier           | 13,0                      | 5,9                  | Bière saisonnière |
| Klosterstoff               | Märzen             | 13,0                      | 5,9                  | World's Best Seasonal Lager, World Beer Awards 2014 |
| Ambrosius                  | Liqueur de malt    | 18,0                      | 7,7                  | Dédicace à Ambrosius Blarer. Le remplissage est fait à la main et en guise de fermeture, on utilise un bouchon en liège naturel avec une fixation métallique, semblable à une bouteille de champagne. |
| Klosterweisse              | Weizenbier         | 12,0                      | 5,7                  | |
| Radler Naturtrüb           | Panaché            | 6,0                       | 2,5                  | |